# Alvin Johnson
Alvin Saunders Johnson (* 18. Dezember 1874 im Dakota County, Nebraska, USA; † 7. Juni 1971 in Upper Nyack, Rockland County, New York, USA) war ein US-amerikanischer Wirtschaftswissenschaftler und Initiator sowie Gründungspräsident der University in Exile an der New School in New York.

## Leben
Johnson studierte an der University of Nebraska und der Columbia University, wo er 1902 zum Ph.D. promoviert wurde. Er lehrte an der Columbia University, der University of Nebraska, der University of Texas at Austin, der University of Chicago, der Stanford University und der Cornell University. Im Jahr 1936 war er gewählter Präsident der American Economic Association. 1942 wurde er zum Mitglied der American Philosophical Society gewählt.

## Schriften (Auswahl)
- Rent in Modern Economic Theory (1903)
- Introduction to Economics (1909)
- The Professor and the Petticoat (1914 - Novelle)
- The Public Library - a people's university (1938)
- The Clock of History (1946)
- Socialism in Western Europe (1948).